# Българска национална филмотека
Българската национална филмотека (БНФ) е държавно културно учреждение със седалище в София, България. Помещава се в Бабаджановата къща – паметник на културата, на адрес улица „Генерал Йосиф В. Гурко“ № 36.
Функцииите му включват:
- колекциониране, реставриране, консервиране и съхранение на филмови и отнасящи се до киното нефилмови архивни ценности от националното и световното изкуство, всички видове аудиовизуални документи с документално-историческа и художествена стойност;
- обработка на фондовете чрез каталогизиране и създаване на съответната документация за киното;
- използване на фондовете за научна и изследователска работа;
- показване на филмите като културна дейност и с образователна цел.

Според ЮНЕСКО първата и основна функция на филмовия архив е да съхранява за поколенията „движещите се образи“.

## История
Филмовият архив е основан през 1952 г. с постановление № 91 от 31 януари 1952 г. на Министерския съвет като Държавен киноархив по история на кинематографията. На 21 януари 1959 г. със заповед № 9 на Министерството на просветата и културата се определят задачите на Държавния киноархив в България: „да колекционира, реставрира и съхранява филмите и отнасящото се до киното нефилмово национално архивно богатство, да обработва и използва за разпространение кинематографична информация и култура“. През същата година Българският киноархив е приет за редовен член на ФИАФ (Международната федерация на филмовите архиви) към ООН и ЮНЕСКО.
За предшественик на БНФ се счита основаният от Васил Гендов през 1948 г. Държавен музей на киното. След национализирането на филмопроизводството Гендов прибира филмовите копия от киномрежата в страната и от национализираните киноразпространители. Издирва и съхранява плакати, фотоси и материали за историята на киното в България.
През 2009 г. се отбелязват 50 години Българска национална филмотека. В програмата са включени множество прояви, сред които и прожектиране на 50 знакови заглавия от българското филмово наследство.

## Статистика
Филмовият архив започва съществуването си с наличните тогава 154 седмични кинопрегледа, 117 късометражни филма, повечето заснети от чужди оператори, 15 български игрални филма, 500 чужди игрални филма и около 550 документални и научнопопулярни български филма.
През 1995 г., след закриване на държавното предприятие „Разпространение на филми“, наличният му фонд се прехвърля към фонда на БНФ – около 2500 заглавия (70 000 кутии).
След повече от 50 години натрупване на филмов фонд статистиката през 2009 г. изглежда така: 15 000 заглавия, с над 40 000 копия или 300 000 филмови части. От тях български са 9528 заглавия, разделени в 4 категории: 5844 документални и научнопопулярни филма, 2364 кинопрегледа, 700 игрални филма, 620 анимационни филма, кинопрегледи, хроники и периодики. Чуждестранният филмов фонд включва 4348 чуждестранни заглавия от 54 страни, разделени в 3 категории: 3589 игрални, 625 документални, 134 анимационни филма.
Съхранява се и богат нефилмов фонд, който съдържа 10 000 тома книги и списания, 27 000 уникални плаката, 118 000 фотоса, 15 600 монтажни листове, над 600 досиета на български игрални филми и много справочна документация. изрезки от вестници, брошури и публикации.

## Директори
- Антония Ковачева – от ноември 2013 г.
- Иван Павлов
- Пламен Масларов – от 17 ноември 2004 г.
- Атанас Свиленов – 1999 г.
- Васил Живков
- Владимир Игнатовски
- Иван Шулев – от 1982 г.
- Тодор Андрейков – от 1976 до 1981 г.
- Георги Стоянов-Бигор

## Структура
Освен ръководството в структурата на БНФ са включени още: Административен отдел, Направление „Филмов фонд“, Направление „Обработка на филмовата информация, репертоар и програми“, библиотека и филмотечно кино.

## Филмотечно кино „Одеон“
Кино „Одеон“ е основано на 6 февруари 1961 г. В следващите години и след прекъсване на няколко пъти си сменя сградата. През 1973 г. получава самостоятелен салон. От 1991 г. салонът се нарича Кино „Одеон“. Предназначението му е да развива публичната дейност на фонда чрез прожекции по годишна програмна схема. Освен показването на ленти от архива, се представят и разнообразни тематични цикли, седмици под различно мото, гостувания на чужди кинематографии, чествания на български и чужди кинотворци. В тригодишния Киноуниверситет на БНФ, с ръководител Тодор Андрейков, се показват кадри от историята на киноизкуството. Директор на филмотечно кино „Одеон“ до лятото на 2008 г. е Александър Наков, който почива на 5 август след тежко боледуване.

## Хранилище
Филмовият архив се помещава в сгради в няколко града на България: София, Стара Загора и Белоградчик. Основната база на БНФ е в непосредствена близост до Киноцентър Бояна. Има проект за реконструкция и доизграждане на съвременно хранилище, в което да се съберат всички материали от страната.